# Дьяков, Пётр Николаевич
Пётр Николаевич Дьяков (1788—1860) — генерал-адъютант, генерал от кавалерии, сенатор, белорусский генерал-губернатор.

## Биография
Родился в 1788 году, происходил из дворян Псковской губернии. Сын Николая Алексеевича Дьякова (1757—1831), племянник М. А. Львовой и Д. А. Державиной.
В 1802 году поступил в Пажеский корпус, откуда в 1806 году выпущен корнетом в лейб-гвардии Гусарский полк. В том же и следующем году принял участие в кампании в Восточной Пруссии против французов, причём за отличие, оказанное в сражении под Фридландом был награждён орденом св. Анны 3-й степени. В 1808 году Дьяков был произведён в поручики, а в 1810 году — в штабс-ротмистры.
В кампанию 1812 года, в сражении под Бородином, он был контужен неприятельским ядром в левую ногу и за это сражение награждён орденом св. Владимира 4-й степени с бантом (по данным О. Р. Фреймана Дьяков получил этот орден за сражение под Красным). Вскоре, оправившись от контузии, Дьяков вновь был под огнём, сначала в деле у Вороновой деревни, а затем в сражении при Тарутине (за которое 25 февраля 1813 года награждён золотой саблей с надписью «За храбрость»), при Малоярославце и под Красным, во время преследования отступавшей французской армии.
В начале 1813 года Дьяков был произведён в ротмистры, а в октябре назначен адъютантом к великому князю Константину Павловичу. В кампанию того же года Дьякову пришлось участвовать в сражениях при Люцене, Бауцене, Кульме и Лейпциге. Под Кульмом он был ранен в левое плечо и за оказанное в этом сражении мужество награждён орденом св. Анны 2-й степени с алмазными знаками и особым знаком отличия прусского Железного Креста. За отличие, оказанное в сражении под Лейпцигом 6 октября 1813 года, Дьяков получил в 1814 году чин полковника, с оставлением в прежней должности.
В кампанию 1814 года Дьяков был под огнём противника в деле при Бриене и в сражениях при Бар-Сюр-Об, под Фер-Шампенуазом и при взятии Парижа. За подвиги в последних двух делах Дьяков награждён был орденами св. Георгия 4-й степени (21 сентября 1814 года, № 2978 по кавалерскому списку Григоровича — Степанова), австрийским — Леопольда, баварским — Максимилиана и прусским — «Pour le Mérite».
4 октября 1819 года Дьяков был произведён в генерал-майоры с назначением состоять при цесаревиче Константине Павловиче генерал-адъютантом, а в 1829 году получил орден св. Анны 1-й степени и 22 сентября чин генерал-лейтенанта с оставлением в прежней должности.
В сентябре 1830 года Дьяков был назначен командовать, в качестве бригадного командира, четырьмя казачьими полками, расположенными на границе Царства Польского, с оставлением состоять при цесаревиче. В ноябре 1830 года вспыхнуло польское восстание; в день возникновения мятежа Дьяков был при Константине Павловиче, который неоднократно посылал его с разными приказаниями.
25 июня 1831 года Дьяков назначен был генерал-адъютантом к императору Николаю I, а в 1833 году назначен членом комитета о раненных. В 1836 году Дьяков, с оставлением в звании генерал-адъютанта, сделан был сначала исполняющим должность генерал-губернатора, а потом и генерал-губернатором Смоленским, Витебским и Могилевским. В том же году награждён орденом св. Владимира 2-й степени, в 1839 году — орденом Белого орла и в 1841 году — орденом св. Александра Невского (алмазные знаки к этому ордену пожалованы в 1852 году). 10 октября 1843 года произведён в генералы от кавалерии; в 1846 году назначен присутствующим в департаментах Варшавского Правительствующего сената.
С датой смерти Дьякова имеются разночтения: по данным «Военной энциклопедии» Сытина и «Русского биографического словаря» он умер в 1847 году, князь Долгоруков в 4-й части «Российской родословной книги» (вышедшей в 1857 году) указывает что Дьяков на момент печатания книги был ещё жив, по данным Милорадовича, Фреймана и Волкова Дьяков числился на службе до мая 1860 года; последнюю дату следует считать верной, как основанную на официальном послужном списке. В «Истории Правительствующего Сената» названа дата 1 мая 1860 года. Такая же дата названа в газете «Kurjer Warszawski» № 126 и 127 за 1860 г.
Его братья Александр (полковник в отставке) и Павел (генерал-майор).
Был женат на Екатерине Андреевне Вейс, дочери виленского начальника полиции, сестре княгини Софьи Андреевны Трубецкой.